# Stacy – Angriff der Zombie-Schulmädchen
Stacy – Angriff der Zombie-Schulmädchen (jap. ステーシー, Sutēshī) ist eine japanische Low-Budget-Direct-to-DVD-Horrorproduktion von Regisseur Naoyuki Tomomatsu aus dem Jahr 2001, basierend auf einer Erzählung von Kenji Ōtsuki. In Deutschland erschien der Film am 8. August 2005 auf DVD.

## Handlung
In einer düsteren Zukunftsvision werden Anfang des 21. Jahrhunderts weltweit alle Mädchen zwischen 15 und 17 Jahren von einer mysteriösen Krankheit heimgesucht. Die Seuche wird mit der sogenannten „Prä-Mortem-Ekstase“ eingeleitet, einer Zeitspanne in der sich die Infizierten kurz vor ihrem Ableben durch übersteigerte Glücksgefühle bemerkbar machen. Kaum tot, mutieren sie dann zu blutgierigen Zombies, den „Stacys“, die fortan ihrer Lust auf Menschenfleisch nachgehen – mit verheerenden Auswirkungen. Die Erdbevölkerung wird so in mehreren Jahren um etwa die Hälfte reduziert.
In Japan werden die Schuluniform tragenden Mädchen neben den Familienmitgliedern in erster Linie von eher schlecht ausgebildeten Tötungskommandos bekämpft und entsorgt, den sogenannten „Romero-Wiedermord-Sondereinheiten“. Die wirksame und endgültige Vernichtung der wandelnden Ungetüme tritt jedoch nur dann ein, wenn es gelingt einen befallenen Körper in exakt 165 Teile zu zerlegen. In der Zwischenzeit experimentiert ein hoch dekorierter Wissenschaftler an Stacys, um das Krankheitsbild zu entschlüsseln und eine Lösung für das „Problem“ zu finden.
Die Umtriebe während jener Zeit werden im Film in mehreren parallel verlaufenden, teils sinnlosen Handlungssträngen erzählt. Der zurückhaltende Puppenspieler Shibukawa verliebt sich in die junge, attraktive Eiko, deren unaufhaltsame Verwandlung in eine mörderische Kreatur kurz bevorsteht. Das fröhliche Schulmädchen verlangt von ihrem Angebeteten, dass er sie nach ihrer Rückkehr „wiedertötet“. Irritiert und zögernd geht er auf das Angebot ein und zersägt sie schweren Herzens. Darüber hinaus gibt es da noch den Studenten Arita, der sich freiwillig den Romero-Killereinheiten anschließt, um gesetzeswidrig seine Geliebte Momo, eine bereits zur Stacy gewordene Freundin seiner verstorbenen Schwester, zu retten, was jedoch misslingt. Arita stirbt, wie auch andere Mitglieder der Spezialeinheit durch Fremdeinwirkung.
Am Ende des Films erzählt eine Off-Stimme, dass sich die Lage zwischenzeitlich entspannt habe. Stacys gelten nicht mehr als abnorm und mordlüstern, sondern sind fester Bestandteil einer neuen Gesellschaft. Des Weiteren würden die wandelnden Untoten mit Lebenden feste Partnerschaften eingehen, aus denen hervorgegangene Nachkommen seitdem die letzte Stufe der Evolution bilden. Shibukawas niedergeschriebene romantische Geschichte gilt seitdem als „Bibel eines neuen Millenniums“.

## Kritiken
„Ideenarme, aber bluttriefende Horrorkomödie, die das Sex-Symbol des Uniform tragenden Schulmädchens ins scheinbare Gegenteil verkehrt und ihm alles erdenkbare Unheil andichtet. Der auf DV aufgenommene Film übersteigert (Sexual-)Fantasien, um daraus Kapital für die dünne Geschichte zu schlagen.“